# 紅鶴頂蘭
紅鶴頂蘭又名鶴頂蘭（学名：Phaius tankervilleae）为蘭科鶴頂蘭屬下的一个种。

## 扩展阅读
- 維基物種上的相關：紅鶴頂蘭

1. ↑  行政院農業委員會特有生物研究保育中心. . 特有生物研究保育中心. 2018-12-01  [2020-03-06]. （原始内容存档于2020年4月8日） （中文（臺灣））.